# Vincent Pastore

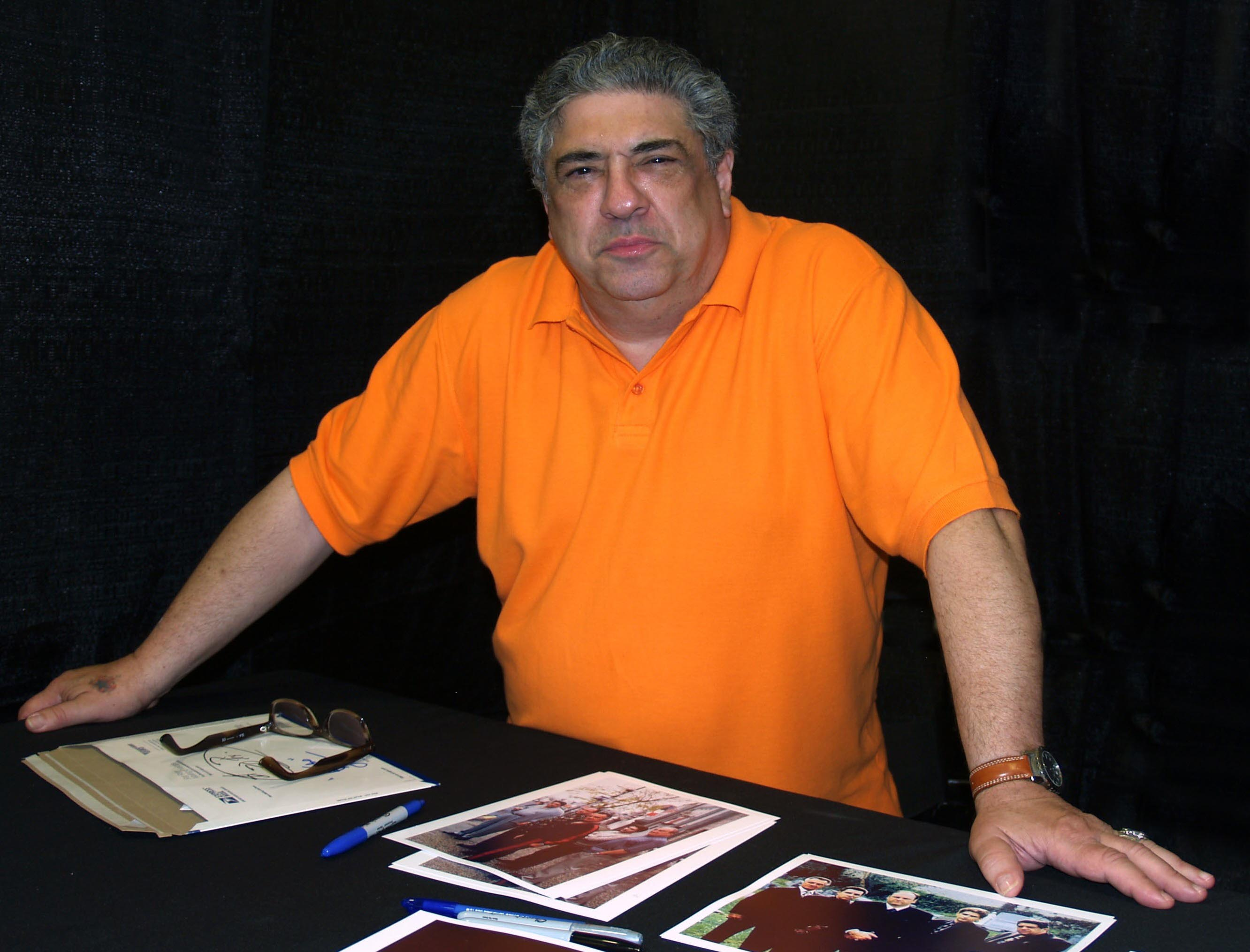
Pastore (2013)

Vincent Pastore (n. 15 iulie, 1946) este un actor american. Născut și crescut în The Bronx, New York, a fost starul The Sopranos.